# Нейриз
Нейри́з (перс. نیریز‎) — город на юге Ирана, в провинции Фарс. Административный центр шахрестана Нейриз.

## География
Город находится в восточной части Фарса, в горной местности юго-восточного Загроса, на высоте 1 609 метров над уровнем моря.
Нейриз расположен на расстоянии приблизительно 175 километров к востоку-юго-востоку (ESE) от Шираза, административного центра провинции и на расстоянии 765 километров к юго-юго-востоку (SSE) от Тегерана, столицы страны.

## Население
По данным переписи, на 2006 год население составляло 45 180 человек.
| 1986   | 1991   | 1996   | 2006   | 2012   |
| ------ | ------ | ------ | ------ | ------ |
| 28 334 | 34 114 | 37 377 | 45 180 | 49 697 |

## Достопримечательности
Одной из главных достопримечательностей Нейриза является Пятничная мечеть. Её возведение началось в период правления династии Буидов, и было завершено уже при Ильханидах.